# باول ليستير فينر
باول ليستير فينر (بالإنجليزية: Paul Lester Wiener)‏ هو مهندس معماري أمريكي، ولد في 1895 في لايبزيغ في ألمانيا، وتوفي في 1967.